# Ruth J. Williams
Ruth Jeanette Williams (* 7. März 1955 in Australien) ist eine australisch-US-amerikanische Mathematikerin.

## Leben
Williams studierte an der University of Melbourne mit dem Bachelor-Abschluss 1976 und dem Master-Abschluss 1978 und wurde 1983 bei Kai Lai Chung an der Stanford University promoviert (Dissertation Brownian Motion in a Wedge with Oblique Reflection at the Boundary).  Als Post-Doktorandin war sie am Courant Institute und ab 1984 war sie Assistant Professor und später Professor an der University of California, San Diego. Dort ist sie Charles Lee Powell Professor für Mathematik und ist Distinguished Professor.

## Werk
Sie befasst sich mit Wahrscheinlichkeitstheorie und stochastischen Prozessen, darunter der Theorie von reflektiver Brownscher Bewegung in Polygon-Gebieten, die als Näherung für Warteschlangen-Netzwerke dient. Sie bewies mit Maury Bramson Grenzwertsätze für Multiklassen-Warteschlangen-Netzwerke bei hoher Belastung durch Verkehr. Sie entwickelte hydrodynamische und Diffusionsnäherungen für die Analyse und Kontrolle stochastischer Netzwerke, darunter solche die durch stochastische Prozesse mit Werten in Maßen beschrieben werden. Sie befasst sich auch mit der stochastischen Analyse komplexer Netzwerke in der Systembiologie und in Zusammenhang mit dem Internet.

## Auszeichnungen und Mitgliedschaften
Sie ist Mitglied der National Academy of Sciences, der American Academy of Arts and Sciences, der American Association for the Advancement of Science, der American Mathematical Society, des Institute of Mathematical Statistics und des Institute for Operations Research and the Management Sciences. 1988 war sie Sloan Research Fellow, und 1987 erhielt sie den Presidential Young Investigator Award der National Science Foundation. 2011/12 war sie Präsidentin des Institute of Mathematical Statistics. Sie ist Ehrendoktor der La Trobe University und ist Fellow des St. Hilda´s College der University of Melbourne.
2016 erhielt sie mit Martin I. Reiman den John-von-Neumann-Theorie-Preis. 1998 war sie Invited Speaker auf dem Internationalen Mathematikerkongress in Berlin (Reflecting Diffusions and Queuing Networks). 2007 erhielt sie mit Amber Puha und H. Christian Gromoll den Best Publication Award der INFORMS Applied Probability Society.
1988 bis 1996 war sie Associate Editor der Annals of Probability. Ab 1997 war sie Mitherausgeberin der Annals of Applied Probability und ab 1996 des SIAM J. of Applied Mathematics.

## Schriften
- mit Kai L. Chung: Introduction to Stochastic Integration, Birkhäuser, 1983, 2. Auflage 2011
- Introduction to the mathematics of finance, Graduate Studies in Mathematics 72, American Mathematical Society (Providence, RI), 2006
- mit H. C. Gromoll, A. L. Puha: The fluid limit of a heavily loaded processor sharing queue, Ann. Appl. Probab., Band 12, 2002, S. 797– 859
- mit S. R. S. Varadhan: Brownian motion in a wedge with oblique reflection, Comm. Pure Appl. Math., Band 38, 1985, S. 405– 443
- mit M. Bramson: Two workload properties for Brownian networks, Queueing Syst., Band 45, 2003, S. 191– 221.
- mit W. Kang, F. P. Kelly, N. H. Lee: Fluid and Brownian approximations for an Internet congestion control model, Proceedings of the 43rd IEEE Conference on Decision and Control, Dezember 2004, S. 3938– 3943
- Brownian models of multiclass queueing networks, Proceedings 29th IEEE Conference on Decision and Control, Dezember 1990, S. 573–574